# Montureux-lès-Baulay
Montureux-lès-Baulay és un municipi francès, situat al departament d'Alt Saona i a la regió de Borgonya - Franc Comtat.